# Спектроскопия с длинной щелью

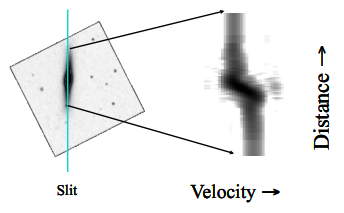
Пример использования метода. В левой части обычное изображение галактики; в правой — результат использования метода (благодаря эффекту Доплера лучевая скорость эквивалентна длине волны определённой спектральной линии). Голубая линия соответствует пространственному положению щели.

Спектроскопия с длинной щелью (англ. Long-slit spectroscopy) — метод спектроскопии, позволяющий получать одновременно спектральную и пространственную информацию об объекте. Метод распространён в астрономии.

## Методика
Метод заключается в том, что собранный свет (например, с помощью телескопа) в спектрографе проходит через длинную узкую щель, таким образом, остаётся лишь свет, пришедший из узкой полосы на небе. После этого он разделяется по длинам волн с помощью призмы или дифракционной решётки так, чтобы направление рассеяния было перпендикулярно. В результате получается двумерное изображение, на котором одна из координат соответствует пространственному положению источника света, а другая — длине волны.

## Применение

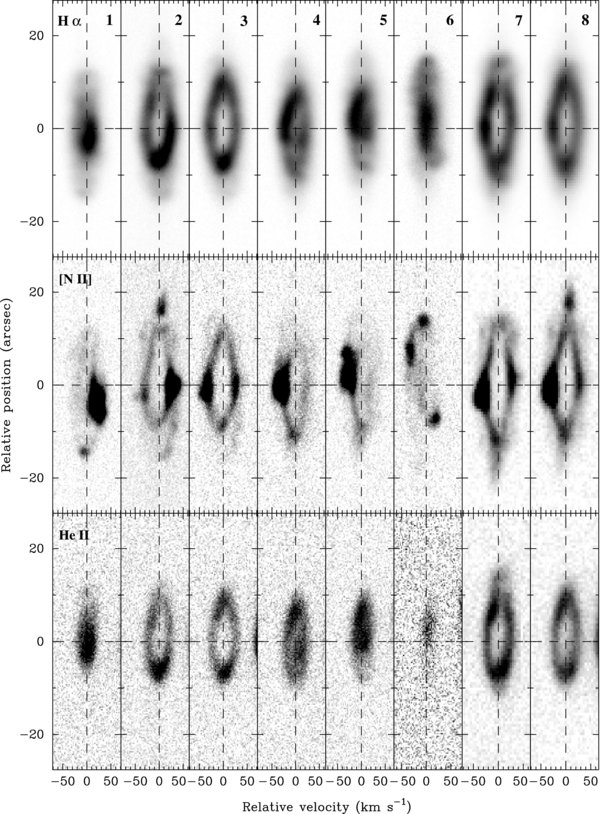
Профили скорости планетарных туманностей

### Исследование скоростей
Спектроскопия с длинной щелью может использоваться для исследования скоростей движения в протяжённом объекте, к примеру, для получения кривой вращения галактики. Если плоскость галактики лежит почти перпендикулярно картинной плоскости, то из-за её вращения звёзды в одной половине галактики будут приближаться к наблюдателю, а в другой — удаляться. В таком случае из-за эффекта Доплера одни и те же спектральные линии будут смещены, соответственно, в синюю и в красную стороны, из чего можно будет вычислить сами скорости движения звёзд.
Другим подобным примером могут служить планетарные туманности: методом спектроскопии с длинной щелью можно измерять скорости расширения их оболочки. В направлении на центр туманности наблюдается та часть оболочки, которая приближается и та, которая удаляется, а на краях — те части, которые движутся перпендикулярно лучу зрения, то есть, их лучевые скорости равны нулю.

### Изучение тусклых объектов на фоне ярких
Если рядом с тусклым объектом находится яркий, то наблюдение первого сильно затрудняется. Однако, при правильном выставлении щели яркий объект будет затемнён и свет от него не будет попадать в спектрограф, тем самым отношение сигнал/шум увеличится. К примеру, такой способ применяется при изучении объектов Хербига — Аро.